# Northfield (Maine)
Northfield es un pueblo ubicado en el condado de Washington en el estado estadounidense de Maine. En el Censo de 2010 tenía una población de 148 habitantes y una densidad poblacional de 1,25 personas por km².

## Geografía
Northfield se encuentra ubicado en las coordenadas 44°49′22″N 67°36′57″O / 44.82278, -67.61583. Según la Oficina del Censo de los Estados Unidos, Northfield tiene una superficie total de 118.71 km², de la cual 112.86 km² corresponden a tierra firme y (4.93%) 5.85 km² es agua.

## Demografía
Según el censo de 2010, había 148 personas residiendo en Northfield. La densidad de población era de 1,25 hab./km². De los 148 habitantes, Northfield estaba compuesto por el 98.65% blancos, el 1.35% eran afroamericanos, el 0% eran amerindios, el 0% eran asiáticos, el 0% eran isleños del Pacífico, el 0% eran de otras razas y el 0% pertenecían a dos o más razas. Del total de la población el 0% eran hispanos o latinos de cualquier raza.